# زليخة نصري
زليخة نصري (1945 بوجدة، ديسمبر 2015. بالرباط) مستشارة الملك محمد السادس، وتعدّ أول امرأة تتولى هذا المنصب في تاريخ المغرب.

## مسارها
عاشت زليخة نصري بمدينة وجدة إلى غاية حصولها على الباكالوريا، ثم تابعت تحضير شهادة الإجازة في الحقوق (العلوم القانونية) بكلية الحقوق بالرباط، ثم حصلت على دبلوم من المدرسة الوطنية للإدارة (شعبة المالية والاقتصاد).
بعد الحصول على شهادة المدرسة الوطنية للإدارة، عينت بقسم التأمينات، بوزارة المالية. قامت بالتحضير لدبلوم الدراسات العليا المتخصصة في التأمينات بمعهد التأمينات بليون (جامعة جان مولان بفرنسا)، حيث حصلت على دكتوراه دولة في القانون الخاص. كان موضوع أطروحتها “قانون التأمينات بالمغرب”، وقد صدرت ضمن منشورات لابورت سنة 1982. أمضت الناصري حياتها المهنية بمديرية التأمينات التي أدارتها منذ 1994. وفضلا عن هذا النشاط، كانت تمارس التدريس في معاهد عليا مختلفة، وخاصة بكلية الحقوق بالدارالبيضاء.
في غشت 1997 عينها الملك الحسن الثاني كاتبة للدولة لدى وزير الشؤون الاجتماعية مكلفة بالتعاون الوطني إلى غاية مارس 1998، وكانت واحدة من أربع نساء في الحكومة. في أبريل 1998 عينت مكلفة بمهمة في الديوان الملكي. كانت الراحلة زليخة نصري عضوا في عدة جمعيات وطنية ودولية وثقافية وعلمية، وفي هذا الإطار ترأست فرع المغرب بالجمعية الدولية لقانون التأمينات. في 29 مارس 2000، عينت زليخة نصري من طرف الملك محمد السادس مستشارة له، وأصبحت بذلك أول امرأة تتولى هذا المنصب.
كانت زليخة نصري عضوا بمؤسسة محمد الخامس للتضامن، التي تأسست سنة 1999، والتي أشرفت عليها. وفي 2002 عينت على رأس مؤسسة محمد السادس لإعادة إدماج السجناء. إضافة إلى حضورها بشكل قوي في إطار الإعداد لمدونة الأسرة وتشجيعها لمطالب النساء بتعديل قوانين الزواج والطلاق والحضانة والولاية،
حيث دافعت زليخة باستماتة عن مدونة الأسرة خلال النقاشات التي سبقت المصادقة على المدونة. وكان مصطفى بن حمزة، من أبرز خصومها في هذه النقاشات.
كما شاركت زليخة في التوقيع على الاتفاقيات الدولية، ووضعها اللبنات الأولى للخطة الوطنية لإدماج المرأة بتنظيم ندوة علمية. خطوة ستجر زليخة إلى صدام مع الإسلاميين وعلماء المغرب، ومعارضة الوزير المدغري مع بداية حكومة التناوب الأولى. مما سيجعل الملف بين أيدي التحكيم الملكي عبر تنظيم اللجنة الملكية لمراجعة مدونة الأسرة.

## الوفاة
توفيت مستشارة الملك محمد السادس، زليخة نصري، صباح اليوم الأربعاء 16 دجنبر بمدينة الرباط في المستشفى العسكري، إثر إصابتها بجلطة دماغية، وودعت على إثرها الحياة في سن السبعين.